# Atsinanana
Atsinanana is een regio in het oosten van Madagaskar. De oppervlakte van de regio is 23.934 km² en de regio heeft 1.204.006 inwoners. De regio grenst in het noorden aan Analanjirofo, in het westen aan Alaotra-Mangoro, in het zuidwesten aan Amoron'i Mania en in het zuiden aan  Vatovavy-Fitovinany.

## Districten
De regio is verdeeld in zeven districten
- Antanambao Manampotsy
- Brickaville
- Mahanoro
- Marolambo
- Toamasina I (het stadsdistrict)
- Toamasina II (het omliggende platteland)
- Vatomandry